# Inverness Caledonian Thistle FC

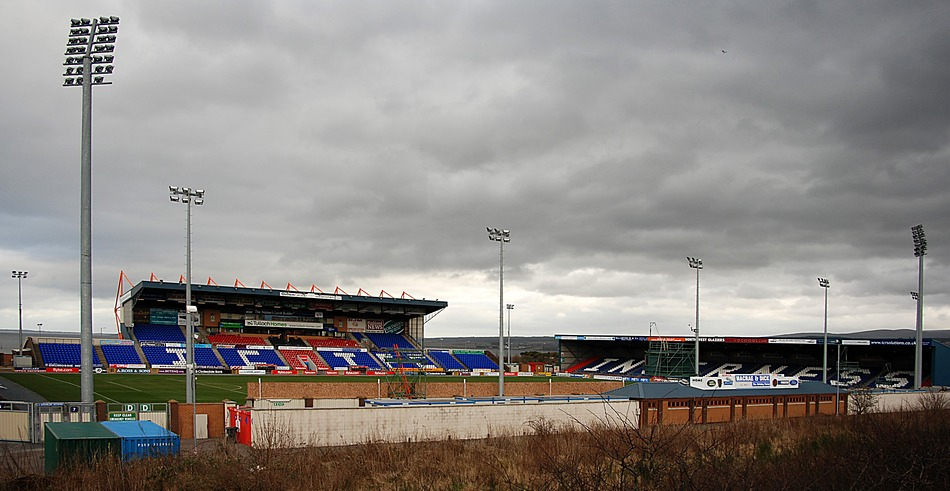
Caledonian Stadium v březnu 2008

Inverness Caledonian Thistle FC ( cel.náz.: Inverness Caledonian Thistle Football Club) je fotbalový klub, sídlící ve městě Inverness. Klub byl založen roku 1994. Hřištěm klubu je Caledonian Stadium s kapacitou 7 512 diváků.
V ročníku 2014/15 Inverness uspěl ve skotském domácím poháru, když ve finále porazil Falkirk 2:1.